# Mustela subpalmata
La donnola egiziana (Mustela subpalmata Hemprich e Ehrenberg, 1830) è un carnivoro della famiglia dei Mustelidi, diffuso solamente in Egitto. Fino al 1992, era considerata come una sottospecie della donnola (Mustela nivalis), ma ora è ritenuta una specie separata.

## Descrizione
Pur avendo un aspetto molto simile, la donnola egiziana è leggermente più grande della donnola europea. I maschi hanno una lunghezza testa-corpo di 36,1–43 cm, le femmine di 32,6–39 cm. La coda misura 10,9-12,9 cm nei maschi e 9,4–11 cm nelle femmine. I maschi pesano 60-130 g, le femmine 45-60 g.
Questa donnola ha una costituzione molto sottile, con corpo lungo e zampe corte. La testa è relativamente piccola, con un muso largo e delle orecchie piccole. Dorso, testa, zampe e coda sono di colore marrone scuro, mentre gola e ventre sono di colore variabile tra il bianco e il bianco sporco, a volte con delle chiazze marroni. La coda è esile e più scura sulla parte dorsale.

## Distribuzione e habitat
Come indica il nome, la donnola egiziana è endemica dell'Egitto. Il suo areale si estende da Porto Said e Alessandria a nord fino al Cairo e a Fayyum a sud. In questa zona è rinvenibile in tutti i tipi di habitat, anche negli insediamenti umani o nelle loro immediate vicinanze, e occasionalmente può essere trovata nelle case o nei veicoli.

## Biologia
Sebbene sia un animale prevalentemente notturno, la donnola egiziana viene spesso avvistata anche di giorno. Pur essendo dotata di vista e udito eccellenti, quando si aggira in cerca di cibo fa affidamento sul suo acuto senso dell'olfatto; si nutre di una vasta gamma di piccoli roditori, insetti, pesci e uccelli. Gli esemplari che vivono all'interno di molte abitazioni umane spesso si cibano anche di rifiuti.
Il maschio di donnola egiziana è territoriale e solitario, e marca i confini del proprio territorio con urina e feci. Una femmina può vivere all'interno del territorio di un maschio, dove costruisce un nido in una cavità, una crepa nel muro o una pila di rocce. La femmina dà alla luce una nidiata composta da quattro a nove piccoli, anche fino a tre volte all'anno.

## Conservazione
Nonostante abbia un areale alquanto limitato, la donnola egiziana è una specie molto adattabile, e pertanto la IUCN la classifica come «specie a rischio minimo» (least concern). Finora non è stato riscontrato alcun calo nella popolazione, né individuati fattori che ne minaccino la sopravvivenza.